# Faro de Cabo de Santa María (Uruguay)
El Faro de Cabo de Santa María está ubicado las costa del Océano Atlántico, sobre el cabo homónimo en La Paloma, Rocha, Uruguay. Fue construido e iluminado el 1 de septiembre de 1874. Su estructura está compuesta por una torre circular de mampostería, con cúpula a franjas radiales rojas y blancas.
Posee una altura de 30 metros y un alcance luminoso de 20,5 millas náuticas.
En el balneario hay un puerto pesquero al que el faro sirve constantemente. Es una construcción bella, emblemática y conocida de La Paloma. También este faro es la construcción más reconocida de la ciudad. Las personas mayores de 8 años pueden tener acceso a su parte más alta y desde allí observar y tomar fotos de la ciudad.